# Abacab
Abacab je jedanaesti studijski album britanskog sastava Genesis. 

## Popis pjesama
Strana A
1. "Abacab" – 6:56
2. "No Reply at All" – 4:40
3. "Me and Sarah Jane" – 6:00
4. "Keep It Dark" – 4:32

Strana B
1. "Dodo/Lurker" – 7:30
2. "Who Dunnit?" – 3:23
3. "Man on the Corner" – 4:27
4. "Like It or Not" – 4:57
5. "Another Record" – 4:39

## Izvođači
- Phil Collins - vokal, bubnjevi, udaraljke
- Tony Banks - klavijature
- Mike Rutherford - gitara, bas-gitara, bubnjevi